# فررات
فررات (به انگلیسی: Ferrate) یک انیون معدنی با فرمول شیمیایی {\displaystyle {\ce {[FeO4]-2}}} یک ترکیب شیمیایی با شناسه پاب‌کم ۲۵۰۰۰۰۳۴ است. که جرم مولی آن ۱۱۹٫۸۴۳ g/mol می‌باشد. 
این ماده حساس به نور است ،  رنگ بنفش کم رنگ را به ترکیبات و محلول های حاوی آن اضافه می کند و یکی از قوی ترین گونه های اکسید کننده مقاوم در برابر آب است که شناخته شده است. اگرچه این ماده به عنوان یک پایه ضعیف طبقه بندی می شود ، محلول های غلیظ حاوی فرات (VI) خورنده هستند و به پوست حمله می کنند و فقط در pH بالا پایدار هستند.